# Platform for Privacy Preferences Project
Platform for Privacy Preferences Project, kurz P3P, ist eine technische Plattform zum Austausch von Datenschutzinformationen. P3P wurde vom WWW Consortium (W3C) am 16. April 2002 als Standard empfohlen.
P3P soll dem Nutzer im Internet helfen, mittels standardisierter Technik schnell einen Überblick zu erhalten, was mit den personenbezogenen Daten geschieht, die beim Besuch einer Website anfallen. Durch die Standardisierung ist es dabei möglich, auch Datenschutzerklärungen von fremdsprachigen Websites zu interpretieren oder die Angaben automatisiert auszuwerten und zu berücksichtigen. P3P konnte sich nicht durchsetzen. Von den großen Browsern wird es nur vom Microsoft Internet Explorer unterstützt.

## Technik
P3P-Profile liegen auf Webservern in Form einer XML-Datei vor, meist unter dem standardisierten Pfad /w3c/p3p.xml und können außerdem als sogenannte "Compact Policy" in Kurzform als HTTP-Header übermittelt werden, wobei die P3P-Datei/Headers folgende Informationen enthalten können:
- Welche Arten von Daten werden erfasst beim Besuch der Website?
- Zu welchem Zweck werden diese Daten erfasst (Beispiel: Navigation, Personalisierung, Marketing)?
- Wie lange werden diese Daten gespeichert?
- Wer hat Zugriff auf die Daten und welchen Regeln gehorcht die Datenverarbeitung (Beispiel: Selbstverpflichtung oder Gesetz)?

Der Internetsurfer kann P3P kostenlos nutzen. Dazu benötigt man lediglich einen P3P-Agenten, der kostenlos im Netz erhältlich ist. Für den Nutzer komfortabler sind allerdings schon von sich aus P3P-kompatible Browser. P3P ist im Microsoft Internet Explorer sowie in mehreren kleinen Browsern integriert.
Hat der Surfer einen P3P-Agenten, kann er festlegen, wie mit seinen Daten im Internet umgegangen werden soll. Die Datenschutzvorstellung beispielsweise zum Umgang mit Cookies wird durch die persönlichen Einstellungen im P3P-Agenten automatisch ins P3P-Format übersetzt. Vor Besuch einer Website werden dann die Angaben des Surfers mit denen des Anbieters einer Webseite verglichen.
Im deutschsprachigen Raum unterstützte das Unabhängige Landeszentrum für Datenschutz Schleswig-Holstein den P3P-Standard in einem Projekt, das vom Ministerium für Wirtschaft, Arbeit und Verkehr des Landes Schleswig-Holstein gefördert wurde.

## Kritik
Wie jede Form der Selbstkontrolle (vergleiche z. B. auch ICRA) ist P3P darauf angewiesen, dass der Betreiber des Webservers wahrheitsgemäße und vollständige Angaben zum Umfang der Datenverarbeitung macht. Der P3P-Agent, und damit der Endnutzer, kann die Angaben des Webservers nicht überprüfen und muss sich auf diese verlassen. P3P wird jedoch von vielen Seiten nicht oder unvollständig implementiert. So hat z. B. Google durch das Senden eines ungültigen P3P-Headers das Protokoll umgangen.